# 胡安·马里亚·阿尔图纳
胡安·马里亚·阿尔图纳（西班牙語：Juan María Altuna，1963年7月8日—），西班牙男子赛艇运动员。他曾代表西班牙参加世界赛艇锦标赛，获得一枚金牌。他也曾参加1992年夏季奥林匹克运动会。